# Anteproyecto de Estatuto de Autonomía de la Región Valenciana de 1931
El Anteproyecto de Estatuto de Autonomía de la Región Valenciana de 1931 fue un anteproyecto de Estatuto de autonomía para la Región Valenciana publicado en julio de 1931, momento en el que se intentó dotar por primera vez en la historia reciente al pueblo valenciano de autonomía.

## Historia
En las elecciones municipales del 12 de abril de 1931, cuyo resultado adverso para la Monarquía en las grandes ciudades iba a suponer la proclamación de la Segunda República Española dos días después, el blasquista Partido de Unión Republicana Autonomista (PURA) volvió a conseguir la mayoría en el Ayuntamiento de Valencia, en el que por primera vez en su historia resultaron elegidos tres concejales valencianistas (Francesc Soto i Mas y Enric Duran i Tortajada por la Agrupación Valencianista Republicana; y Joaquim Reig, por la Unió Valencianista Regional). Cuando se conoció que algunas regiones, singularmente Cataluña, estaban dando pasos para dotarse de un Estatuto de Autonomía, aún sin haberse aprobado la Constitución republicana, el alcalde de Valencia, el blasquista Agustín Trigo, tomó la iniciativa y la corporación municipal aprobó por unanimidad una proposición por la que «con toda urgencia se invite a los Ayuntamientos de Alicante y de Castellón y a las Diputaciones valencianas para que designen uno o varios representantes con el fin de constituir una ponencia que proceda al estudio y confección de un Estatuto de Autonomía para la región valenciana» (proposición que incluía la petición al Gobierno Provisional de la Segunda República Española para «se hiciera extensiva a las escuelas valencianas el decreto de bilingüismo», que se había aprobado para Cataluña y otras regiones). El alcalde lo había justificado diciendo que visto que «en muchas regiones se han comenzado los trabajos necesarios para el reconocimiento integral de aquellas personalidades dentro de una estructura federal del Estado», «la región valenciana no puede quedar aparte de esta corriente federalista. Ni por su historia, ni por su lengua, ni por su espíritu, ni por todo lo que constituye, en fin, su personalidad».
Como paso previo el Ayuntamiento de Valencia invitó el 19 de mayo a la Diputación Provincial de Valencia y a diversas entidades económicas, sociales y culturales, entre las que se encontraban el Centre de Cultura Valenciana, el Ateneo Mercantil, el Colegio de Abogados y la Universidad de Valencia a que, junto con el Ayuntamiento, formaran una «subponencia» que fuera preparando el Anteproyecto de Estatuto. Una delegación de la «subponencia» integrada por tres concejales, entre ellos Joaquim Reig, viajó a Alicante y a Castellón para pedir a sus respectivos ayuntamientos que colaboraran en la redacción del texto del anteproyecto. El de Castellón ofreció «su entusiasta concurso y colaboración» pero el de Alicante pidió que se le remitiera el anteproyecto «para estudiarlo, discutirlo y mejorarlo» y propuso que se sumaran a la comisión redactora representantes de Murcia y de Albacete, debido a la influencia que estas provincias tenían en las «comarcas alicantinas».
El texto del Anteproyecto se hizo público el 11 de julio —solo tres semanas después de que se presentara en Barcelona el Anteproyecto de Estatuto de Autonomía de Cataluña—. Redactado en valenciano, constaba de 28 artículos distribuidos en ocho Títulos más un disposición que regulaba el «régimen transitorio» hasta la primera elección de la «Asamblea regional». Establecía la cooficialidad de las «lenguas valenciana y castellana» y la obligatoriedad de su enseñanza en las escuelas; una «Asamblea unicameral», denominada «Diputació de la Generalitat» (compuesta por 200 diputados, 125 elegidos por sufragio universal, y 75 por diferentes corporaciones), encargada de regular «los asuntos y materias de la competencia del Poder Regional» (entre las que se incluían «la enseñanza en todos sus grados»; la «beneficencia y sanidad» o la «policía y orden público dentro de la Región en tiempo normal») y ante la que tendría que responder el «Consell executiu» (de nueve miembros, de los que dos serán diputados de la provincia de Valencia, dos de la de Alicante y dos de la de Castellón) y su presidente, denominado «President de la Regió»; el «servicio militar dentro del territorio de la Región»; y el derecho al concierto económico si otras regiones lo consiguieran.
El anteproyecto recibió el apoyo del blasquismo, no en vano el PURA había sido su principal promotor y redactor, y también de las organizaciones valencianistas, aunque con algunas reservas. El Poble Valencià, una publicación de la derecha valencianista publicó: «Sin que sea, ni mucho menos, la expresión del pensamiento valencianista, del nacionalismo valenciano, todos lo hemos aceptado como zona templada donde se puede trabajar con provecho y rendimiento». Sin embargo, la reacción en Castellón y en Alicante fue completamente diferente. El presidente de la Diputación de Alicante le comunicó al alcalde de Valencia que la «la Asamblea de Municipios y entidades culturales de la provincia de Alicante —reunidas el 9 de agosto de 1931» aplazaba su apoyo al Anteproyecto hasta que no se aprobara la Constitución de la República —que en aquellos momento se estaba debatiendo en el Congreso de los Diputados y que no sería promulgada hasta el 9 de diciembre— y consideraba además «que el deber más urgente es el de organizar y perfeccionar la República española» (aunque algunas localidades de la provincia como Teulada, Denia, Altea y Vila Joiosa amenazaron con abandonarla si esta persistía en no apoyar el Anteproyecto). Un argumento similar es el que dio el Ayuntamiento de Castellón de la Plana para no apoyar el Anteproyecto: que había que evitar precipitaciones que pudieran distraer al «gobierno de la República [que] se encuentra resolviendo problemas inaplazables».
La falta de apoyo de Castellón y de Alicante causó una gran decepción en el PURA que entonces se planteó reducir el ámbito del Estatuto de Autonomía a su feudo, la provincia de Valencia. «Deseamos fervientemente el regionalismo; pero sin temer al provincialismo, fecundo en colaboraciones muy estimables que recibiremos con los brazos abiertos. Los amigos de Alicante y Castellón tienen la palabra», publicó el diario blasquista El Pueblo el 28 de agosto. Finalmente el PURA no llevaría adelante ninguno de los dos proyectos, ni la autonomía «regional», ni la «provincial».
Los grupos valencianistas criticaron la renuncia del PURA al Estatuto de Autonomía, sobre todo después de que las Cortes republicanas aprobaran el 15 de septiembre de 1932 el Estatuto de Autonomía de Cataluña. Así, solo nueve días después la Agrupació Valencianista Republicana (AVR) hacía público un manifiesto al «Poble Valencià» en el que calificaba como «nocivos» «la renuncia fácil» a la «autonomía valenciana» (que tenía que servir «para regenerar nuestra vida política, para depurarla de vicios y lacras de nuestro pasado envilecedor, para acortar distancias, para salvar las dificultades creadas por el espíritu divisionario de la monarquía, para unificar sentimientos y esfuerzos en pro de un ideal común») o «el propósito deliberado de origen partidista, de propugnar el Estatuto de una parte del País Valenciano» (en referencia esto último al proyecto del PURA de que el Estatuto de Autonomía solo incluyera a la provincia de Valencia). Debido a la buena acogida que tuvo el Manifiesto la AVR convocó una reunión de «todos los sectores de la política valenciana».
La reunión se celebró en la sede de la AVR en Valencia el 3 de octubre de 1932 —el PURA no acudió, «lesionada nuestra sensibilidad ante los constantes ultrajes recibidos»; tampoco el Partido Republicano Conservador—. En sus conclusiones, los asistentes (Acción Republicana, PSOE, Comunión Tradicionalista, Partido Republicano Progresista, Agrupación al Servicio de la República, Unió Valencianista Regional, Centre d'Actuació Valencianista, Partido Radical-Socialista, Partido Liberal Demócrata, Partido Republicano Democrático Federal, Derecha Regional Valenciana y AVR) consideraron «esencial reconstruir la unidad de la región valenciana, a base de las tres provincias. La autonomía de una sola provincia es absurda por muchas razones, pero en definitiva porque todo quedaría reducido a una Diputación con más facultades administrativas que la actual. Tampoco cabe aceptar uniones extrarregionales porque con ello se infringiría el artículo 11 de la Constitución al no presentar características históricas, culturales y económicas comunes». Como «trabajo más urgente» para «la obtención del Estatuto» propusieron el despliegue de una campaña de propaganda «intensísima y solidaria por toda la región, al objeto de asegurar la adhesión de la mayoría de los Ayuntamientos para la propuesta a las Cortes y la aprobación del proyecto por las dos terceras partes de los electores» (que eran las condiciones que establecía la Constitución para acceder a la autonomía). La prensa pronto los denominó Conjunción de Partidos pro Estatuto.
La respuesta inicial del PURA, al que se invitó a participar en la campaña pro-Estatuto, fue recurrir al anticatalanismo para descalificar a los reunidos, «cuatro caballeros sin solvencia política..., de aquellos que sueñan o tienen el compromiso de llevar el Estatuto Valenciano por los derroteros del imperialismo catalán...». La negativa del PURA provocó que la Derecha Regional Valenciana (DRV), que sí había asistido a la reunión convocada por la AVR, se desmarcara de la campaña alegando que faltaba el partido «que, hoy por hoy, tiene más fuerza en Valencia, es decir, el partido de Unión Republicana Autonomista... Porque, si lo que deseamos es Estatuto y no política, ¿es posible pensar que aquél pueda conseguirse al margen de un partido que hoy manda en Valencia y que tiene en la provincia más de 200 alcaldes?». Por otro lado, el Centre d'Actuació Valencianista (CAV) tampoco se sumó a la campaña porque no se había conseguido «la deseada unidad de acción entre los distintos sectores hoy en pugna».

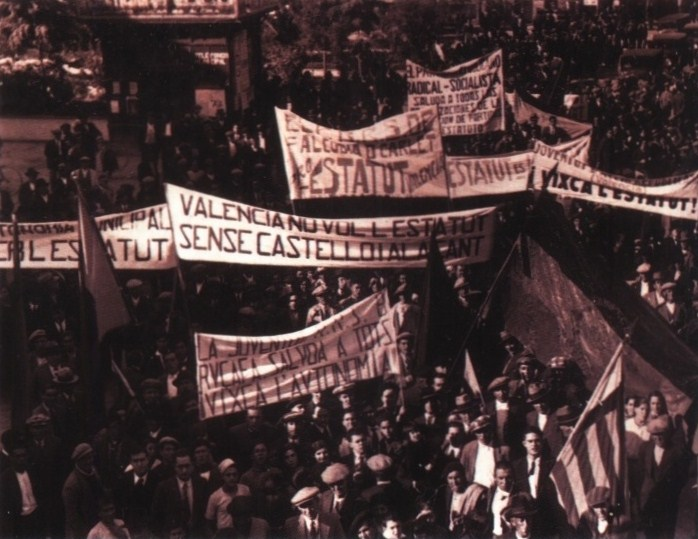
Manifestación en Alcira el 27 de septiembre de 1932 en apoyo del Estatuto de autonomía de toda la región valenciana (y no exclusivamente de la provincia de Valencia como estaba planteando el blasquista PURA. En una de las pancartas se puede leer: «València no vol l'Estatut sense Castelló i Alacant» ['Valencia no quiere el Estatuto sin Castellón y Alicante'].

En este ambiente de confrontación, el PURA tomó la iniciativa y el 24 de octubre la Diputación Provincial y el Ayuntamiento de Valencia, controlados por los blasquistas, convocaron una reunión de todos los alcaldes de la provincia. La respuesta de la Conjunción de Partidos pro Estatuto, surgida de la reunión convocada por la Agrupación Valencianista Republicana, fue inmediata calificando la convocatoria de «un grave error, porque es reincidir en una táctica que estimaron equivocada los representantes de Alicante y Castellón» y porque «supone, además, una torpeza evidente, por cuanto es absurdo propugnar un Estatuto dividiendo inicialmente y para los trabajos preparatorios a la región que se pretende constituir». Acababa acusando al PURA «de pretender recabar una estéril, raquítica y localista autonomía provincial que la opinión presiente se proyecta en beneficio de un sector político determinado». No obstante, la oposición de la Conjunción no impidió que el 1 de noviembre se reunieran en Valencia los representantes de unos doscientos municipios que allí acordaron nombrar una nueva Comisión por el Estatuto y la realización de mítines de propaganda autonomista por toda la provincia —se celebraron entre febrero y junio de 1933, y en ellos intervinieron destacadas personalidades del PURA (empezando por su presidente Sigfrido Blasco Ibáñez) y también de la Derecha Regional Valenciana, que sumó a la campaña—.
La respuesta de la Conjunción de Partidos pro Estatuto a la reunión de alcaldes promovida por el PURA fue convocar un gran mitin en Alcira el 27 de noviembre en favor de un Estatuto de Autonomía de las tres provincias. Los blasquistas intentaron boicotearlo convocando otro el mismo día en Benetússer, pero el mitin de Alcira constituyó un gran éxito ya que asistieron unas quince mil personas y representaciones de ochenta municipios (en el mitin de Benetússer se produjeron incidentes de cierta gravedad que obligaron a intervenir a la fuerza pública).
Unos meses después se produjo un intento de conciliación entre los dos sectores enfrentados promovido por los grupos políticos de Castellón que ya habían contactado con la Conjunción —Acción Republicana, PSOE, Partido Republicano Radical, Partido Republicano Democrático Federal y Partido Radical-Socialista—. Consiguieron que el 13 de marzo de 1933 se reunieran con ellos en Castellón de la Plana representantes de los dos bandos. En nombre de la Conjunción Joaquim Reig aceptó las bases para una acción conjunta propuesta por el diputado radical por Castellón Fernando Gasset: realizar una campaña autonomista antes de redactar el texto del Anteproyecto de Estatuto; cooficialidad de las dos lenguas, «en atención, sobre todo, a que una parte del País Valenciano es de lengua castellana»; y mantenimiento dentro del País Valenciano autónomo de «la personalidad de las actuales provincias por medio del respeto a los organismos administrativos propios». Reig también ofreció la creación de una nueva Comisión pro Estatuto en la que estuvieran representados todos los sectores políticos. Los blasquistas, por su parte, pidieron tiempo para estudiar la propuesta y respondieron unos días más tarde mediante una nota en la que reconocían la «la autonomía integral del País Valenciano» incluyendo el «respeto absoluto a las características propias y a las notas peculiares de Castellón y Alicante» y la «autonomía municipal». En lo que discrepaban era en el «procedimiento», lo que hizo imposible que se alcanzara un pacto ya que seguían defendiendo su conocida tesis de actuar «bajo el patrocinio de la Excma. Diputación [de la provincia de Valencia] y con la intervención de las Corporaciones públicas y de las entidades apolíticas» (además no renunciaban a la campaña de mítines que estaban llevando a cabo en la provincia de Valencia).
Tras la victoria del centro derecha y de la derecha en las elecciones generales de noviembre de 1933 y la formación de los gobiernos del Partido Republicano Radical —del que el PURA era su representante en la provincia de Valencia— con el apoyo parlamentario de la CEDA —de la que formaba parte la Derecha Regional Valenciana— y sobre todo tras la fracasada Revolución de Octubre de 1934 y la entrada en el gobierno de la CEDA, los procesos autonómicos regionales se paralizaron incluido el valenciano. Habrá que esperar al triunfo del Frente Popular en las elecciones de febrero de 1936 para que se reanuden.
En abril de 1936, Angelí Castanyer, miembro del Partit Valencianista d'Esquerra y teniente alcalde de Valencia inició de nuevo conversaciones con los alcaldes de Castellón de la Plana y de Alicante y el 16 de julio, se constituyó en Castellón una Comisión pro Estatuto, que proyectó realizar un referéndum para septiembre. El debate sobre el Estatuto fue interrumpido por la Guerra Civil y los acontecimientos revolucionarios vividos en todo el país.